# Dasyvalgus wadai
Dasyvalgus wadai är en skalbaggsart som beskrevs av Miyake 1985. Dasyvalgus wadai ingår i släktet Dasyvalgus och familjen Cetoniidae. Inga underarter finns listade i Catalogue of Life.